# Інвестиційний податковий кредит
Інвестиційний податковий кредит — це відстрочення на визначений час строку сплати податкових зобов'язань з податку на прибуток, який отримано суб'єктом підприємницької діяльності від реалізації інвестиційних та інноваційних проектів (програм).